# كولن ميتشيل (سياسي)
كولن ميتشيل (بالإنجليزية: Colin Campbell Mitchell)‏ هو ضابط وسياسي بريطاني (وحمل سابقاً جنسية المملكة المتحدة لبريطانيا العظمى وأيرلندا)، ولد في 17 نوفمبر 1925 في المملكة المتحدة، وتوفي في 20 يوليو 1996 في وستمنستر في المملكة المتحدة. حزبياً، نشط في حزب المحافظين. في الانتخابات العامة في المملكة المتحدة 1970، انتخب عضو البرلمان الخامس والأربعون للمملكة المتحدة عن دائرة West Aberdeenshire (UK Parliament constituency) ‏ (18 يونيو 1970 – 8 فبراير 1974).